# 시니
시니(본명: 김신희,1990년 7월 2일~)는 대한민국의 만화가, 웹툰 작가이다.

## 작품 목록
- 죽음에 관하여
- 네가 없는 세상
- 남과 여
- 아이덴티티
- 1초